# Trichopelma spinosum
Trichopelma spinosum is een spinnensoort uit de familie vogelspinnen (Theraphosidae). De soort komt voor in Cuba.